# Шмалкалден-Майнинген
Шмалкалден-Майнинген (на немски: Schmalkalden-Meiningen) е окръг в провинция Тюрингия, Германия, с площ 1210,1 км² и население 122 952 души (по приблизителна оценка за декември 2017 г.). Административен център е град Майнинген.